# Smooth McGroove
Pour les articles homonymes, voir Gleason.
Smooth McGroove, de son vrai nom Max Gleason, né le 5 décembre 1984 à Enid, est un musicien américain originaire d’Oklahoma City.

## Biographie
Smooth McGroove s’est fait connaître en reprenant a cappella des mélodies de jeux vidéo sur YouTube, ses performances étant illustrées par un montage vidéo où chaque case le montre en train de chanter une piste précise de la mélodie, avec souvent une vidéo du jeu en cours de partie. Ses longs cheveux et barbe ainsi que son chat noir, Charl, font partie des spécificités de ses vidéos. Il chante généralement neuf pistes dont deux de percussions (symbolisées dans les coins inférieurs par un couvre-chef de couleur différente) bien qu'il y ait certaines exceptions notables en particulier sur des œuvres récentes comportant plus de 10 instruments.
Il a actuellement plusieurs millions de vues sur YouTube ; Smooth McGroove a arrêté son travail (qui consistait à donner des cours particuliers de musique) pour se concentrer pleinement sur ses vidéos de chant a cappella.

## Reprisesa cappella
| nº  | Date de diffusion | Jeu vidéo                                                                               | Musique | Album                  |
| --- | ----------------- | --------------------------------------------------------------------------------------- | --- | ---------------------- |
| 1   | 13 janvier 2013   | The Legend of Zelda: Ocarina of Time (Nintendo 64)                                      | Berceuse de Zelda (Zelda’s Lullaby)                                                                                                  |                        |
| 2   | 15 janvier 2013   | The Legend of Zelda: Ocarina of Time (Nintendo 64)                                      | Mélodie de l’écran-titre (Title Theme)                                                                                               |                        |
| 3   | 17 janvier 2013   | Final Fantasy VII (PlayStation)                                                         | Mélodie d'Aeris (Aerith's (Aeris) Theme)                                                                                             |                        |
| 4   | 18 janvier 2013   | Final Fantasy VIII (PlayStation)                                                        | Jardin de Balamb (Balamb garden) | VGM Acapella           |
| 5   | 20 janvier 2013   | The Legend of Zelda: A Link to the Past (Super Nintendo)                                | Chanson de Saria (mélodie des Bois Perdus) (Saria's Song (Lost Woods))                                                               |                        |
| 6   | 24 janvier 2013   | Animal Collective (Groupe de rock expérimental américain)                               | My Girls |                        |
| 7   | 26 janvier 2013   | Final Fantasy VII (PlayStation)                                                         | Mélodie de JENOVA | VGM Acapella           |
| 8   | 2 février 2013    | The Flaming Lips (Groupe de rock alternatif américain)                                  | Do You Realize (hymne officiel de l'État de l'Oklahoma)                                                                              |                        |
| 9   | 6 février 2013    | The Legend of Zelda: Ocarina of Time (Nintendo 64)                                      | La fontaine des Grandes Fées (Great Fairy Fountain Theme)                                                                            | VGM Acapella           |
| 10  | 14 février 2013   | Fall Out Boy (Groupe de rock américain)                                                 | My Cat Knows What You Do In The Dark (parodie de My Songs Know What You Did In The Dark)                                             |                        |
| 11  | 21 février 2013   | The Legend of Zelda (NES)                                                               | Mélodie du monde principal (Overworld Theme)                                                                                         |                        |
| 12  | 25 février 2013   | The Legend of Zelda: Ocarina of Time (Nintendo 64)                                      | Chant des Tempêtes (Song of Storms)                                                                                                  |                        |
| 13  | 26 février 2013   | The Legend of Zelda: Ocarina of Time (Nintendo 64)                                      | Vallée Gerudo (Gerudo Valley) | VGM Acapella           |
| 14  | 27 février 2013   | The Legend of Zelda: Ocarina of Time (Nintendo 64)                                      | L'arbre Mojo (Deku Tree) | VGM Acapella           |
| 15  | 28 février 2013   | The Legend of Zelda: Majora's Mask (Nintendo 64)                                        | Chant de l'apaisement (Song of Healing)                                                                                              | VGM Acapella           |
| 16  | 1er mars 2013     | The Legend of Zelda: Majora's Mask (Nintendo 64)                                        | Le Temple de la Forteresse de Pierre (Stone Tower Temple)                                                                            |                        |
| 17  | 2 mars 2013       | The Legend of Zelda: Ocarina of Time (Nintendo 64)                                      | Magasin (Shop theme) |                        |
| 18  | 4 mars 2013       | The Legend of Zelda: Majora's Mask (Nintendo 64)                                        | Observatoire Céleste (Astral Observatory)                                                                                            | VGM Acapella           |
| 19  | 11 mars 2013      | Final Fantasy VII (PlayStation)                                                         | Combat (Battle Theme) | VGM Acapella           |
| 20  | 16 mars 2013      | Super Mario 64 (Nintendo 64)                                                            | Affreux bassin (Dire, Dire Docks) |                        |
| 21  | 20 mars 2013      | Final Fantasy X (PlayStation 2)                                                         | Vers Zanarkand (To Zanarkand) | VGM Acapella           |
| 22  | 22 mars 2013      | The Legend of Zelda: The Wind Waker (GameCube)                                          | Océan (Ocean Overworld) |                        |
| 23  | 25 mars 2013      | Castlevania (série) (mélodie récurrente dans la série)                                  | Bloody Tears | VGM Acapella           |
| 24  | 1er avril 2013    | Mega Man X (Super Nintendo)                                                             | Spark Mandrill | VGM Acapella           |
| 25  | 8 avril 2013      | Street Fighter 2 (Super Nintendo)                                                       | Niveau de Guile (Guile theme) | VGM Acapella           |
| 26  | 15 avril 2013     | Mega Man 2 (NES)                                                                        | Niveau du Dr Wily (Dr Wily Stage) | VGM Acapella: Volume 2 |
| 27  | 22 avril 2013     | Chrono Trigger (Super Nintendo)                                                         | Palais de Zeal (Corridors of Time (Zeal Theme))                                                                                      | VGM Acapella: Volume 2 |
| 28  | 29 avril 2013     | Touhou Project : The Embodiment of Scarlet Devil (le sixième jeu Touhou) (Windows)      | U.N. Owen Was Her? (Mélodie de Flandre) (Flandre's Theme)                                                                            | VGM Acapella: Volume 2 |
| 29  | 6 mai 2013        | Pokémon (série télévisée) (Télévision)                                                  | Parodie du générique d’ouverture de la saison 1 de l'animé (Try to catch a few ft. Dookieshed)                                       |                        |
| 30  | 13 mai 2013       | Sonic the Hedgehog 2 (Mega Drive)                                                       | Chemical Plant Zone (Zone 2) | VGM Acapella: Volume 2 |
| 31  | 20 mai 2013       | Disney's DuckTales (NES)                                                                | Niveau de la Lune (The Moon Theme)                                                                                                   | VGM Acapella: Volume 2 |
| 32  | 27 mai 2013       | The Legend of Zelda: Twilight Princess (Wii)                                            | La plainte de Midona (Midna's Laments)                                                                                               | VGM Acapella: Volume 2 |
| 33  | 3 juin 2013       | Mega Man 3 (NES)                                                                        | Niveau 3 du Dr Wily (Dr Wily Stage 3)                                                                                                | VGM Acapella: Volume 2 |
| 34  | 10 juin 2013      | Phoenix Wright: Ace Attorney (Nintendo DS)                                              | Cornered | VGM Acapella: Volume 2 |
| 35  | 17 juin 2013      | Super Metroid (Super Nintendo)                                                          | Musique d'introduction (Prologue Theme)                                                                                              | VGM Acapella: Volume 2 |
| 36  | 24 juin 2013      | Super Mario Kart (Super Nintendo)                                                       | Route Arc-en-Ciel (Rainbow Road) | VGM Acapella: Volume 2 |
| 37  | 1er juillet 2013  | Final Fantasy VI (Super Nintendo)                                                       | Bataille décisive (Decisive Battle)                                                                                                  |                        |
| 38  | 8 juillet 2013    | Sonic the Hedgehog (Mega Drive)                                                         | Green Hill Zone | VGM Acapella: Volume 2 |
| 39  | 15 juillet 2013   | Donkey Kong Country (Super Nintendo)                                                    | Niveaux aquatiques (Aquatic Ambience)                                                                                                | VGM Acapella: Volume 3 |
| 40  | 22 juillet 2013   | F-Zero (Super Nintendo)                                                                 | Mute City | VGM Acapella: Volume 3 |
| 41  | 29 juillet 2013   | Street Fighter 2 (Super Nintendo)                                                       | Niveau de Ken (Ken's Theme) | VGM Acapella: Volume 3 |
| 42  | 5 août 2013       | Super Mario World (Super Nintendo)                                                      | Mélodie du monde principal (Overworld Theme) (Remarque : titre indiqué par Smooth McGroove, mais le véritable titre est Here We Go!) | VGM Acapella: Volume 3 |
| 43  | 12 août 2013      | Golden Sun (Game Boy Advance)                                                           | Combat avec Vlad (Isaac Battle Theme)                                                                                                | VGM Acapella: Volume 3 |
| 44  | 19 août 2013      | Pokémon Rubis, Saphir et Émeraude (Game Boy Advance)                                    | Musique du sommet du Mont Mémoria (Mt. Pyre Peak)                                                                                    | VGM Acapella: Volume 3 |
| 45  | 26 août 2013      | Super Mario Land (Game Boy)                                                             | Royaume Muda (Muda Kingdom) | VGM Acapella: Volume 3 |
| 46  | 2 septembre 2013  | Tetris (Game Boy)                                                                       | Mélodie A (Korobeïniki, une chanson folklorique russe)                                                                               | VGM Acapella: Volume 3 |
| 47  | 9 septembre 2013  | The Legend of Zelda: A Link to the Past (Super Nintendo)                                | Monde des Ténèbres (Dark World) | VGM Acapella: Volume 3 |
| 48  | 16 septembre 2013 | Kirby Super Star (Super Nintendo)                                                       | Gourmet Race | VGM Acapella: Volume 3 |
| 49  | 23 septembre 2013 | Castlevania (Famicom Disk System)                                                       | Vampire Killer | VGM Acapella: Volume 3 |
| 50  | 30 septembre 2013 | Sonic 3 (Mega Drive)                                                                    | Ice Cap Zone Act 1 | VGM Acapella: Volume 3 |
| 51  | 3 octobre 2013    | Infinity Blade 3 (en) (iOS)                                                             | Revenge of the Kings [ou Revenge of Kings ?]                                                                                         |                        |
| 52  | 7 octobre 2013    | Mega Man X (Super Nintendo)                                                             | Storm Eagle | VGM Acapella: Volume 4 |
| 53  | 14 octobre 2013   | Final Fantasy VIII (PlayStation)                                                        | The Man with the Machine Gun | VGM Acapella: Volume 4 |
| 54  | 21 octobre 2013   | Final Fantasy VII (PlayStation)                                                         | Victory Fanfare de Final Fantasy VII                                                                                                 | VGM Acapella: Volume 4 |
| 55  | 28 octobre 2013   | Pokémon Rouge et Bleu (Game Boy)                                                        | Lavanville (Lavender Town) | VGM Acapella: Volume 4 |
| 56  | 4 novembre 2013   | Streets of Rage 2 (Mega Drive)                                                          | Dreamer | VGM Acapella: Volume 4 |
| 57  | 11 novembre 2013  | The Legend of Zelda: A Link to the Past (Super Nintendo)                                | Mélodie du monde principal (Overworld Theme)                                                                                         | VGM Acapella: Volume 4 |
| 58  | 18 novembre 2013  | Shining Force II (Mega Drive)                                                           | Elven Town | VGM Acapella: Volume 4 |
| 59  | 22 novembre 2013  | The Legend of Zelda: A Link to the Past (Super Nintendo)                                | Bois perdus/Excalibur (Lost Woods/Master Sword)                                                                                      | VGM Acapella: Volume 4 |
| 60  | 2 décembre 2013   | Tetris (Game Boy)                                                                       | Mélodie B | VGM Acapella: Volume 4 |
| 61  | 9 décembre 2013   | Xenogears (PlayStation)                                                                 | The One Who Bares Fangs at God | VGM Acapella: Volume 4 |
| 62  | 16 décembre 2013  | Super Mario Bros. 3 (NES)                                                               | Athletic (Overworld 2) | VGM Acapella: Volume 4 |
| 63  | 23 décembre 2013  | Donkey Kong Country 2: Diddy's Kong Quest (Super Nintendo)                              | Stickerbrush Symphony | VGM Acapella: Volume 4 |
| 64  | 1er janvier 2014  | Sonic the Hedgehog (Mega Drive)                                                         | Marble Zone | VGM Acapella: Volume 4 |
| 65  | 20 janvier 2014   | Secret of Mana (Super Nintendo)                                                         | Into the Thick of It | VGM Acapella: Volume 5 |
| 66  | 27 janvier 2014   | Mario Kart 64 (Nintendo 64)                                                             | Plage Koopa (Koopa Troopa Beach) | VGM Acapella: Volume 5 |
| 67  | 3 février 2014    | The Legend of Zelda: Ocarina of Time (Nintendo 64)                                      | Forêt Kokiri (Kokiri Forest) | VGM Acapella: Volume 5 |
| 68  | 10 février 2014   | Metroid (NES)                                                                           | Brinstar | VGM Acapella: Volume 5 |
| 69  | 17 février 2014   | Mega Man X (Super Nintendo)                                                             | Écran de sélection des niveaux (Stage Select Theme)                                                                                  | VGM Acapella: Volume 5 |
| 70  | 24 février 2014   | Pokémon Rouge et Bleu (Game Boy)                                                        | Cachette de la Team Rocket (Team Rocket Hideout)                                                                                     | VGM Acapella: Volume 5 |
| 71  | 3 mars 2014       | Punch-Out!! (Arcade)                                                                    | Mélodie de combat (Fight Theme) | VGM Acapella: Volume 5 |
| 72  | 10 mars 2014      | The Legend of Zelda (Famicom Disk System)                                               | Mélodie des châteaux (Dungeon Theme)                                                                                                 | VGM Acapella: Volume 5 |
| 73  | 17 mars 2014      | Super Mario Bros. 2 (NES)                                                               | Mélodie du monde principal (Overworld Theme)                                                                                         | VGM Acapella: Volume 5 |
| 74  | 24 mars 2014      | Final Fantasy X (PlayStation 2)                                                         | Combat (Battle Theme) | VGM Acapella: Volume 5 |
| 75  | 31 mars 2014      | Kirby's Dream Land (Game Boy)                                                           | Green Greens | VGM Acapella: Volume 5 |
| 76  | 7 avril 2014      | Probotector (Contra) (Arcade)                                                           | Mélodie de la jungle (Jungle Theme)                                                                                                  | VGM Acapella: Volume 5 |
| 77  | 14 avril 2014     | Super Smash Bros. Melee (GameCube)                                                      | Menu 1 | VGM Acapella: Volume 5 |
| 78  | 21 avril 2014     | Fire Emblem 7 (Game Boy Advance)                                                        | Together We Ride | VGM Acapella: Volume 5 |
| 79  | 28 avril 2014     | The Legend of Zelda: The Wind Waker (GameCube)                                          | Île du Dragon (Dragon Roost Island)                                                                                                  | VGM Acapella: Volume 5 |
| 80  | 5 mai 2014        | Super Mario RPG: Legend of the Seven Stars (Super Nintendo)                             | Forêt Labyrinthe (Beware the Forest's Mushrooms (Forest Maze))                                                                       | VGM Acapella: Volume 6 |
| 81  | 12 mai 2014       | Chrono Trigger (Super Nintendo)                                                         | Mélodie principale (Main Theme) | VGM Acapella: Volume 6 |
| 82  | 19 mai 2014       | Star Wing alias Star Fox (Super Nintendo)                                               | Corneria | VGM Acapella: Volume 6 |
| 83  | 26 mai 2014       | Mario Kart 64 (Nintendo 64)                                                             | Route Arc-en-Ciel (Rainbow Road) | VGM Acapella: Volume 6 |
| 84  | 2 juin 2014       | The Legend of Zelda: Ocarina of Time (Nintendo 64)                                      | Maison (House) | VGM Acapella: Volume 6 |
| 85  | 9 juin 2014       | Sonic the Hedgehog (Mega Drive)                                                         | Star Light Zone | VGM Acapella: Volume 6 |
| 86  | 16 juin 2014      | Street Fighter II: The World Warrior (CP System)                                        | Mélodie de Ryu (Ryu’s Theme) | VGM Acapella: Volume 6 |
| 87  | 23 juin 2014      | Super Mario Bros. 3 (NES)                                                               | Mélodie du monde principal 1 (Overworld 1)                                                                                           | VGM Acapella: Volume 6 |
| 88  | 30 juin 2014      | Pokémon Rouge et Bleu et Pokémon Jaune (Game Boy)                                       | Bourg Palette (Pallet Town) | VGM Acapella: Volume 6 |
| 89  | 7 juillet 2014    | Minecraft (ordinateur personnel)                                                        | Sweden alias Calm 3 | VGM Acapella: Volume 6 |
| 90  | 14 juillet 2014   | Super Mario 64 (Nintendo 64)                                                            | Casquette ailée / Invincible (Wing Cap / Starman) [titres français à vérifier]                                                       | VGM Acapella: Volume 6 |
| 91  | 21 juillet 2014   | Zelda II: The Adventure of Link (NES)                                                   | Mélodie des temples/palais (Temple/Palace Theme)                                                                                     | VGM Acapella: Volume 6 |
| 92  | 8 septembre 2014  | Final Fantasy VII (PlayStation)                                                         | One Winged Angel |                        |
| 93  | 22 décembre 2014  | Little Big Planet 3 (PlayStation 3 / 4)                                                 | Secret Garden |                        |
| 94  | 5 janvier 2015    | Super Smash Bros. for Nintendo 3DS / for Wii U (Wii U / Nintendo 3DS)                   | Opening Theme |                        |
| 95  | 16 janvier 2015   | Professeur Layton et l'Étrange Village (Nintendo DS)                                    | Theme of Professor Layton |                        |
| 96  | 2 février 2015    | Dark Souls (Windows / Xbox 360 / PlayStation 3)                                         | Gwyn, Lord of Cinder |                        |
| 97  | 9 février 2015    | The Legend of Zelda: Majora's Mask (Nintendo 64)                                        | Ode de l'Appel / Appel des Quatre Géants (Oath to Order / Calling the Four Giants)                                                   |                        |
| 98  | 16 février 2015   | The Legend of Zelda: Majora's Mask (Nintendo 64)                                        | Bar laitier (Milk Bar) |                        |
| 99  | 24 février 2015   | The Legend of Zelda: Majora's Mask (Nintendo 64)                                        | Deku Palace (Palais Mojo) |                        |
| 100 | 22 mars 2015      | Pokémon Rouge et Bleu et Pokémon Jaune (Game Boy)                                       | Route 1 |                        |
| 101 | 3 avril 2015      | Xenoblade Chronicles (Wii)                                                              | Gaur Plains (Plaines de Gaur) |                        |
| 102 | 22 juillet 2015   | EarthBound (Super Nintendo)                                                             | Onett |                        |
| 103 | 30 juillet 2015   | Kirby's Dream Land (Game Boy)                                                           | Bubbly Clouds |                        |
| 104 | 5 août 2015       | Final Fantasy X (PlayStation 2)                                                         | Wandering Flame (Secret of the Forest melody)                                                                                        |                        |
| 105 | 12 août 2015      | Super Metroid (Super Nintendo)                                                          | Brinstar Green (Overgrowth) |                        |
| 106 | 25 août 2015      | Phoenix Wright: Ace Attorney (Game Boy Advance / Nintendo DS)                           | Objection! 2001 |                        |
| 107 | 31 août 2015      | Phoenix Wright: Ace Attorney - Justice for All (Game Boy Advance / Nintendo DS)         | Objection! 2002 |                        |
| 108 | 7 septembre 2015  | Phoenix Wright: Ace Attorney - Trials and Tribulations (Game Boy Advance / Nintendo DS) | Objection! 2004 |                        |
| 109 | 12 septembre 2015 | Pokémon Rouge et Bleu et Pokémon Jaune (Game Boy)                                       | Cerulean City (Azuria) |                        |
| 110 | 18 septembre 2015 | Mega Man 2 (NES)                                                                        | Metal Man |                        |

### Vidéos
1. ↑  [vidéo] « Chanson 1 », sur YouTube.
2. ↑  [vidéo] « Chanson 2 », sur YouTube.
3. ↑  [vidéo] « Chanson 3 », sur YouTube.
4. ↑  [vidéo] « Chanson 4 », sur YouTube.
5. ↑  [vidéo] « Chanson 5 », sur YouTube.
6. ↑  [vidéo] « Chanson 6 », sur YouTube.
7. ↑  [vidéo] « Chanson 7 », sur YouTube.
8. ↑  [vidéo] « Chanson 8 », sur YouTube.
9. ↑  [vidéo] « Chanson 9 », sur YouTube.
10. ↑  [vidéo] « Chanson 10 », sur YouTube.
11. ↑  [vidéo] « Chanson 11 », sur YouTube.
12. ↑  [vidéo] « Chanson 12 », sur YouTube.
13. ↑  [vidéo] « Chanson 13 », sur YouTube.
14. ↑  [vidéo] « Chanson 14 », sur YouTube.
15. ↑  [vidéo] « Chanson 15 », sur YouTube.
16. ↑  [vidéo] « Chanson 16 », sur YouTube.
17. ↑  [vidéo] « Chanson 17 », sur YouTube.
18. ↑  [vidéo] « Chanson 18 », sur YouTube.
19. ↑  [vidéo] « Chanson 19 », sur YouTube.
20. ↑  [vidéo] « Chanson 20 », sur YouTube.
21. ↑  [vidéo] « Chanson 21 », sur YouTube.
22. ↑  [vidéo] « Chanson 22 », sur YouTube.
23. ↑  [vidéo] « Chanson 23 », sur YouTube.
24. ↑  [vidéo] « Chanson 24 », sur YouTube.
25. ↑  [vidéo] « Chanson 25 », sur YouTube.
26. ↑  [vidéo] « Chanson 26 », sur YouTube.
27. ↑  [vidéo] « Chanson 27 », sur YouTube.
28. ↑  [vidéo] « Chanson 28 », sur YouTube.
29. ↑  [vidéo] « Chanson 29 », sur YouTube.
30. ↑  [vidéo] « Chanson 30 », sur YouTube.
31. ↑  [vidéo] « Chanson 31 », sur YouTube.
32. ↑  [vidéo] « Chanson 32 », sur YouTube.
33. ↑  [vidéo] « Chanson 33 », sur YouTube.
34. ↑  [vidéo] « Chanson 34 », sur YouTube.
35. ↑  [vidéo] « Chanson 35 », sur YouTube.
36. ↑  [vidéo] « Chanson 36 », sur YouTube.
37. ↑  [vidéo] « Chanson 37 », sur YouTube.
38. ↑  [vidéo] « Chanson 38 », sur YouTube.
39. ↑  [vidéo] « Chanson 39 », sur YouTube.
40. ↑  [vidéo] « Chanson 40 », sur YouTube.
41. ↑  [vidéo] « Chanson 41 », sur YouTube.
42. ↑  [vidéo] « Chanson 42 », sur YouTube.
43. ↑  [vidéo] « Chanson 43 », sur YouTube.
44. ↑  [vidéo] « Chanson 44 », sur YouTube.
45. ↑  [vidéo] « Chanson 45 », sur YouTube.
46. ↑  [vidéo] « Chanson 46 », sur YouTube.
47. ↑  [vidéo] « Chanson 47 », sur YouTube.
48. ↑  [vidéo] « Chanson 48 », sur YouTube.
49. ↑  [vidéo] « Chanson 49 », sur YouTube.
50. ↑  [vidéo] « Chanson 50 », sur YouTube.
51. ↑  [vidéo] « Chanson 51 », sur YouTube.
52. ↑  [vidéo] « Chanson 52 », sur YouTube.
53. ↑  [vidéo] « Chanson 53 », sur YouTube.
54. ↑  [vidéo] « Chanson 54 », sur YouTube.
55. ↑  [vidéo] « Chanson 55 », sur YouTube.
56. ↑  [vidéo] « Chanson 56 », sur YouTube.
57. ↑  [vidéo] « Chanson 57 », sur YouTube.
58. ↑  [vidéo] « Chanson 58 », sur YouTube.
59. ↑  [vidéo] « Chanson 59 », sur YouTube.
60. ↑  [vidéo] « Chanson 60 », sur YouTube.
61. ↑  [vidéo] « Chanson 61 », sur YouTube.
62. ↑  [vidéo] « Chanson 62 », sur YouTube.
63. ↑  [vidéo] « Chanson 63 », sur YouTube.
64. ↑  [vidéo] « Chanson 64 », sur YouTube.
65. ↑  [vidéo] « Chanson 65 », sur YouTube.
66. ↑  [vidéo] « Chanson 66 », sur YouTube.
67. ↑  [vidéo] « Chanson 67 », sur YouTube.
68. ↑  [vidéo] « Chanson 68 », sur YouTube.
69. ↑  [vidéo] « Chanson 69 », sur YouTube.
70. ↑  [vidéo] « Chanson 70 », sur YouTube.
71. ↑  [vidéo] « Chanson 71 », sur YouTube.
72. ↑  [vidéo] « Chanson 72 », sur YouTube.
73. ↑  [vidéo] « Chanson 73 », sur YouTube.
74. ↑  [vidéo] « Chanson 74 », sur YouTube.
75. ↑  [vidéo] « Chanson 75 », sur YouTube.
76. ↑  [vidéo] « Chanson 76 », sur YouTube.
77. ↑  [vidéo] « Chanson 77 », sur YouTube.
78. ↑  [vidéo] « Chanson 78 », sur YouTube.
79. ↑  [vidéo] « Chanson 79 », sur YouTube.
80. ↑  [vidéo] « Chanson 80 », sur YouTube.
81. ↑  [vidéo] « Chanson 81 », sur YouTube.
82. ↑  [vidéo] « Chanson 82 », sur YouTube.
83. ↑  [vidéo] « Chanson 83 », sur YouTube.
84. ↑  [vidéo] « Chanson 84 », sur YouTube.
85. ↑  [vidéo] « Chanson 85 », sur YouTube.
86. ↑  [vidéo] « Chanson 86 », sur YouTube.
87. ↑  [vidéo] « Chanson 87 », sur YouTube.
88. ↑  [vidéo] « Chanson 88 », sur YouTube.
89. ↑  [vidéo] « Chanson 89 », sur YouTube.
90. ↑  [vidéo] « Chanson 90 », sur YouTube.
91. ↑  [vidéo] « Chanson 91 », sur YouTube.
92. ↑  [vidéo] « Chanson 92 », sur YouTube.
93. ↑  [vidéo] « Chanson 93 », sur YouTube.
94. ↑  [vidéo] « Chanson 94 », sur YouTube.
95. ↑  [vidéo] « Chanson 95 », sur YouTube.
96. ↑  [vidéo] « Chanson 96 », sur YouTube.
97. ↑  [vidéo] « Chanson 97 », sur YouTube.
98. ↑  [vidéo] « Chanson 98 », sur YouTube.
99. ↑  [vidéo] « Chanson 99 », sur YouTube.
100. ↑  [vidéo] « Chanson 100 », sur YouTube.
101. ↑  [vidéo] « Chanson 101 », sur YouTube.
102. ↑  [vidéo] « Chanson 102 », sur YouTube.
103. ↑  [vidéo] « Chanson 103 », sur YouTube.
104. ↑  [vidéo] « Chanson 104 », sur YouTube.
105. ↑  [vidéo] « Chanson 105 », sur YouTube.
106. ↑  [vidéo] « Chanson 106 », sur YouTube.
107. ↑  [vidéo] « Chanson 107 », sur YouTube.
108. ↑  [vidéo] « Chanson 108 », sur YouTube.
109. ↑  [vidéo] « Chanson 109 », sur YouTube.
110. ↑  [vidéo] « Chanson 110 », sur YouTube.

### Albums
1. 1 2 3 4 5 6 7 8 9 10 11 12  (en) 'VGM Acapella.
2. 1 2 3 4 5 6 7 8 9 10 11  (en) VGM Acapella: Volume 2.
3. 1 2 3 4 5 6 7 8 9 10 11 12  (en) VGM Acapella: Volume 3.
4. 1 2 3 4 5 6 7 8 9 10 11 12 13  (en) VGM Acapella: Volume 4.
5. 1 2 3 4 5 6 7 8 9 10 11 12 13 14 15  (en) VGM Acapella: Volume 5.
6. 1 2 3 4 5 6 7 8 9 10 11 12  (en) VGM Acapella: Volume 6.